# In meinem Herzen, Schatz…
In meinem Herzen, Schatz… ist ein deutscher Dokumentarfilm mit Spielelementen aus dem Jahr 1989 von Hans-Christoph Blumenberg. Ulrich Tukur spielt Hans Albers.

## Handlung
Der Film beginnt mit einer Täuschung, die er rasch auflöst: Wenn Nebel vor sich hin wabern, dunkle Wellen schwappen, ein Ufer am Horizont auftaucht und zugleich Schiffssirenen ertönen, dann denkt man sofort an die Hamburger Heimat von Hans Albers. Doch in Hamburg hat Albers, der schon früh in die deutsche Theaterprovinz auszog, dann in Berlin Filmkarriere machte und sich 1933 am Starnberger See niederließ, nur in seiner Jugend gelebt. Die Stadt an der Elbe diente stets lediglich als Lebenskulisse eines überzeugten Hamburgers und Wahl-Bayern, der wie kaum ein anderer mit der Hansestadt in Verbindung gebracht wird. Und so sind auch die Töne der Nebelhörner vom Tonband, ebenso wie das Ufer das des Starnberger Sees ist.
Vor den Augen des Zuschauers laufen keine Ausschnitte alter Albers-Filme ab; vielmehr sieht man Impressionen vom Hamburg der Moderne (ausgehende 1980er Jahre) und hört Zeitzeugen über Begegnungen mit Albers: sein einstiger Chauffeur, der Regie-Veteran Géza von Cziffra, die pfeifende Schauspielkollegin Ilse Werner (seine Filmpartnerin in den beiden größten Albers-Erfolgen der Kriegsjahre, Münchhausen und Große Freiheit Nr. 7) sowie ein Sammler, der die beiden in seinem Besitz befindlichen Albers-Kostüme präsentiert. Dazu immer wieder bekannte Lieder, die  Ulrich Tukur in Albers-Manier vorträgt.
Den Film beschließt die Stimme des bereits 1980 verstorbenen Albers-Regisseur Helmut Käutner (Große Freiheit Nr. 7), der 1960 anlässlich von Albers‘ Beerdigung auf dem Ohlsdorfer Friedhof eine sehr persönliche Grabrede auf seinen alten Weggefährten gehalten hatte.

## Produktionsnotizen
In meinem Herzen, Schatz… entstand 1988/89 als Film-Fernseh-Coproduktion und wurde am 6. März 1989 im Hamburger Streit’s Filmtheater uraufgeführt. Massenstart war der 7. September 1989.
Der Filmtitel entstammt der Liedzeile eines berühmten Albers-Liedes: „In meinem Herzen, Schatz, da ist für viele Platz“.

## Kritiken
„Ein Film, zum Heulen schön, wo die ‚Hoppla, jetzt komm ich!‘-Lieder sich wund stoßen an jenem verkrachten und vertanen Leben, dessen Herz nicht nur in St. Pauli schlug. Blumenberg hat ein Auge und ein Ohr für die verborgenen Schönheiten einer deutschen Tristesse, und Hans Albers ist sein Tor zur Welt.“

„Ein Film über Hans Albers … und sehr viel mehr, weil er kein konventioneller Porträtfilm ist, sondern in seinen Bildern und Tönen eigene Wege geht. (…) Über weite Strecken ist dies ein wunderbarer Musikfilm. Es ist außerdem ein Film über die Stadt, in der Albers noch heute in der Erinnerung verortet wird, obwohl er ab 1933 am Starnberger See gewohnt hat: ein Film über Hamburg, wo es den Hafen, St. Pauli, die Reeperbahn, die Große Freiheit und das Hotel Atlantic gibt, in dem für ihn immer eine Suite reserviert war.“

„Aus Ton- und Bilddokumenten sowie nachgestellten, atmosphärisch dichten Rahmensequenzen collagenhaft montierte filmische Ehrung des in der ersten Hälfte dieses Jahrhunderts für den deutschen Film bedeutsamen Darstellers und Sängers Hans Albers. Eine liebe- und respektvolle, filmhistorisch durchaus informative Hommage.“

„Blumenberg spürt dem populären Phänomen Albers dort nach, wo es geboren wird und wo es heute noch lebendig ist: nicht in den Verkaufsstatistiken der Schalplattenfirmen, sondern in den verrauchten Kneipen von St. Pauli. (…) ‚In meinem Herzen, Schatz…‘ ist ein Film, der sich mit deutscher (Kino-)Geschichte beschäftigt, aber er tut dies im Präsens. Er handelt von Brüchen: dem bis heute unverheilten Bruch, den der deutsche Film mit der Nazi-Herrschaft erlitten hat, und er handelt von dem Bruch im Heimatverständnis von Hans Albers.“

Die Deutsche Film- und Medienbewertung FBW in Wiesbaden verlieh dem Film das Prädikat besonders wertvoll.